# Алексий (Кутепов)
Митрополит Алекси́й (в миру Андрей Николаевич Куте́пов; род. 10 мая 1953, Москва) — епископ Русской православной церкви, митрополит Тульский и Ефремовский, глава Тульской митрополии. Почётный гражданин Тульской области.

## Биография
Родился 10 мая 1953 года Москве в семье рабочего.
В 1970 году окончил среднюю школу и поступил на химический факультет Московского государственного педагогического института им. В. И. Ленина.

### Церковное служение
В 1972 году оставил институт и поступил в Московскую духовную семинарию.
15 февраля 1975 году епископом Подольским Серапионом (Фадеевым) рукоположён во диакона.
В 1975 году окончил Московскую духовную семинарию и поступил в Московскую духовную академию.
22 июня того же года тем же архиереем, переведённым на Иркутскую и Читинскую епархию, рукоположён во пресвитера и назначен настоятелем Знаменского кафедрального собора в Иркутске, секретарём епископа Иркутского и Читинского и благочинным храмов 1-го и 2-го Иркутских округов.
7 сентября того же года в Никоновском приделе Троицкого собора Троице-Сергиевой лавры епископом Иркутским и Читинским Серапионом (Фадеевым) пострижен в монашество с наречением имени Алексий в честь святителя Московского Алексия.
8 сентября 1975 года возведён в сан игумена, а 20 ноября 1975 года — в сан архимандрита.
В 1979 году окончил Московскую духовную академию и за представленное сочинение по кафедре патрологии «Святоотеческое учение о Божией Матери» удостоен степени кандидата богословия.
После перевода архиепископа Серапиона (Фадеева) на Владимирскую епархию последовал за ним и в мае 1980 года назначен настоятелем Успенского кафедрального собора во Владимире, секретарём архиепископа Владимирского и Суздальского и благочинный храмов Владимирского и Муромского округов.
27 марта 1984 года указом патриарха Пимена назначен наместником Троице-Сергиевой лавры.
20 октября 1988 назначен председателем Финансово-хозяйственного управления Московской Патриархии.

### Архиерейство
30 ноября 1988 года постановлением Священного синода определён быть епископом Зарайским, викарием Московской епархии с освобождением от должности наместника Троице-Сергиевой лавры.
В тот же день в зале заседаний Священного синода состоялось наречение архимандрита Алексия во епископа Зарайского, которое совершили патриарх Пимен, митрополиты Киевский и Галицкий Филарет (Денисенко), митрополит Ленинградский и Новгородский Алексий (Ридигер), митрополит Минский и Белорусский Филарет (Вахромеев), митрополит Крутицкий и Коломенский Ювеналий (Поярков), митрополит Ростовский и Новочеркасский Владимир (Сабодан), митрополит Львовский и Тернопольский Никодим (Руснак), митрополит Кишинёвский и Молдавский Серапион (Фадеев), архиепископ Оренбургский и Бузулукский Леонтий (Бондарь), архиепископ Псковский и Порховский Владимир (Котляров), архиепископ Костромской и Галичский Иов (Тывонюк), архиепископ Винницкий и Брацлавский Агафангел (Саввин), Смоленский и Вяземский Кирилл (Гундяев), епископ Владимирский и Суздальский Валентин (Мищук) и епископ Пензенский и Саранский Серафим (Тихонов).
1 декабря 1988 года хиротонисан во епископа Зарайского, викария Московской епархии.
30 декабря 1988 года возведён в сан архиепископа.
21 июля 1989 года избран членом Правления Экологического фонда СССР.

#### На Алма-Атинской кафедре
20 июля 1990 года решением Священного синода назначен архиепископом Алма-Атинским и Казахстанским с освобождением от должности председателя Финансово-хозяйственного управления Московской Патриархии.
29 января 1991 года в связи с образованием двух новых епархий на территории Казахстана титул изменён на «Алма-Атинский и Семипалатинский».
В декабре 1994 года специальным указом президента Нурсултана Назарбаева получил гражданство Казахстана.
6 июня 1995 года решением Священного синода назначен председателем созданной тогда же Православной межъепархиальной комиссии из правящих архиереев, служащих в Республике Казахстан.

#### На Тульской кафедре
7 октября 2002 года назначен архиепископом Тульским и Белёвским. По собственному признанию: «на Тульской земле дух монастырской и приходской жизни в предыдущее пятнадцатилетие был сформирован <…> митрополитом Серапионом (Фадеевым) <…> и его преемником на этой кафедре — епископом Кириллом (Наконечным) <…> С митрополитом Кириллом мы оба являемся постриженниками владыки Серапиона, ставшего нашим духовным наставником, руководителем. Так что, прибыв сюда, я оказался, что называется, в родной для себя среде. Было отрадно осознавать: здесь ничего не нужно менять, а нужно просто сохранять и преумножать то, что есть».
26 декабря 2002 года решением Священного синода назначен ректором Тульской духовной семинарии.
20 апреля 2009 года патриархом Кириллом за малым входом Божественной литургии в Успенском соборе Московского Кремля возведён в сан митрополита.
27 июля 2011 года утверждён настоятелем (священноархимандритом) Тульского Богородичного Щегловского и Жабынского Введенского Макариевского мужских монастырей.
27 декабря 2011 года в связи с образованием Белёвской епархии титул изменён на Тульский и Ефремовский; одновременно назначен главой новообразованной Тульской митрополии.
4 апреля 2019 года решением Священного синода освобождён от должности ректора Тульской духовной семинарии, 29 декабря 2021 года вновь назначен исполняющим обязанности ректора.

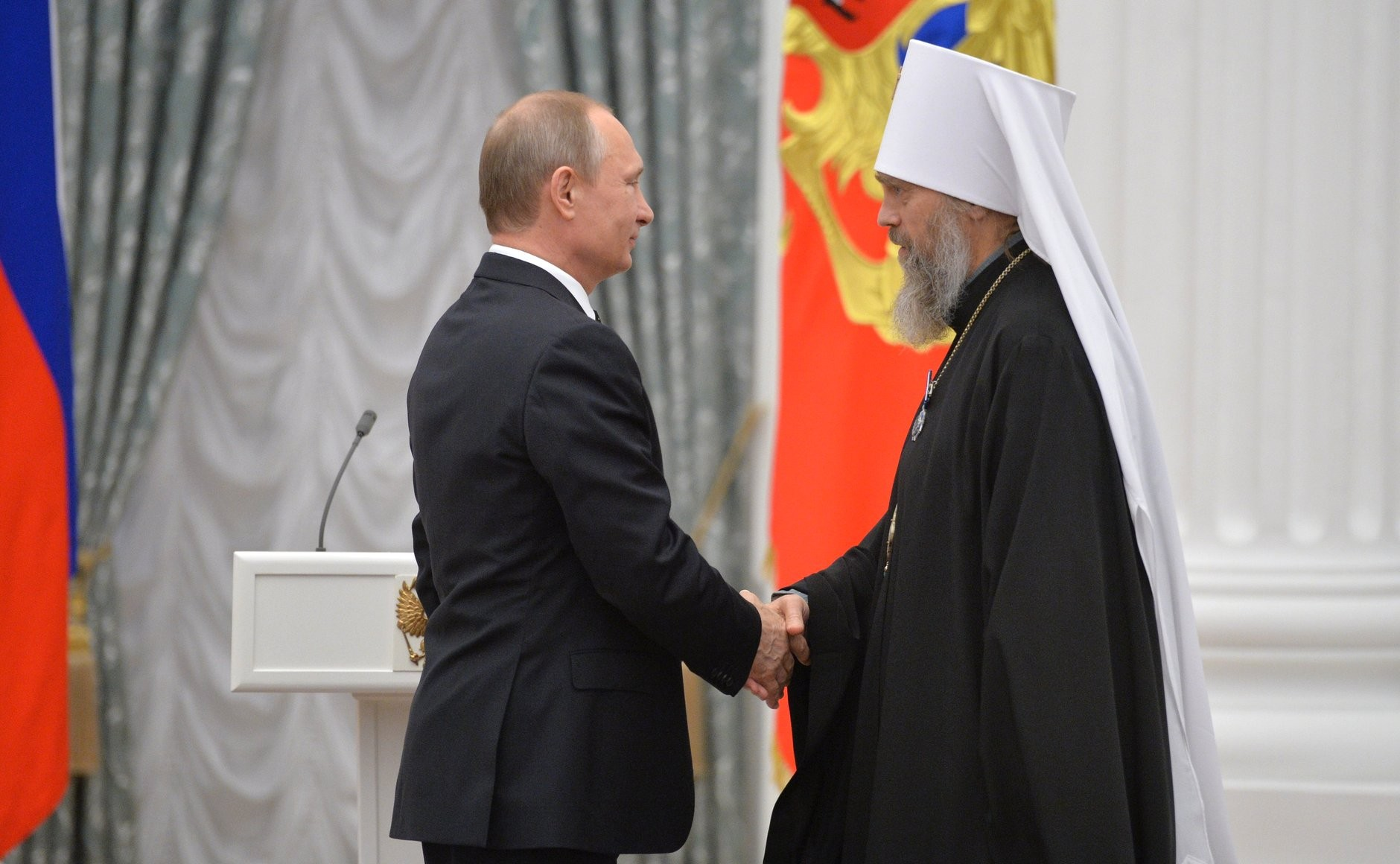
Награждение орденом Почёта в 2015 году
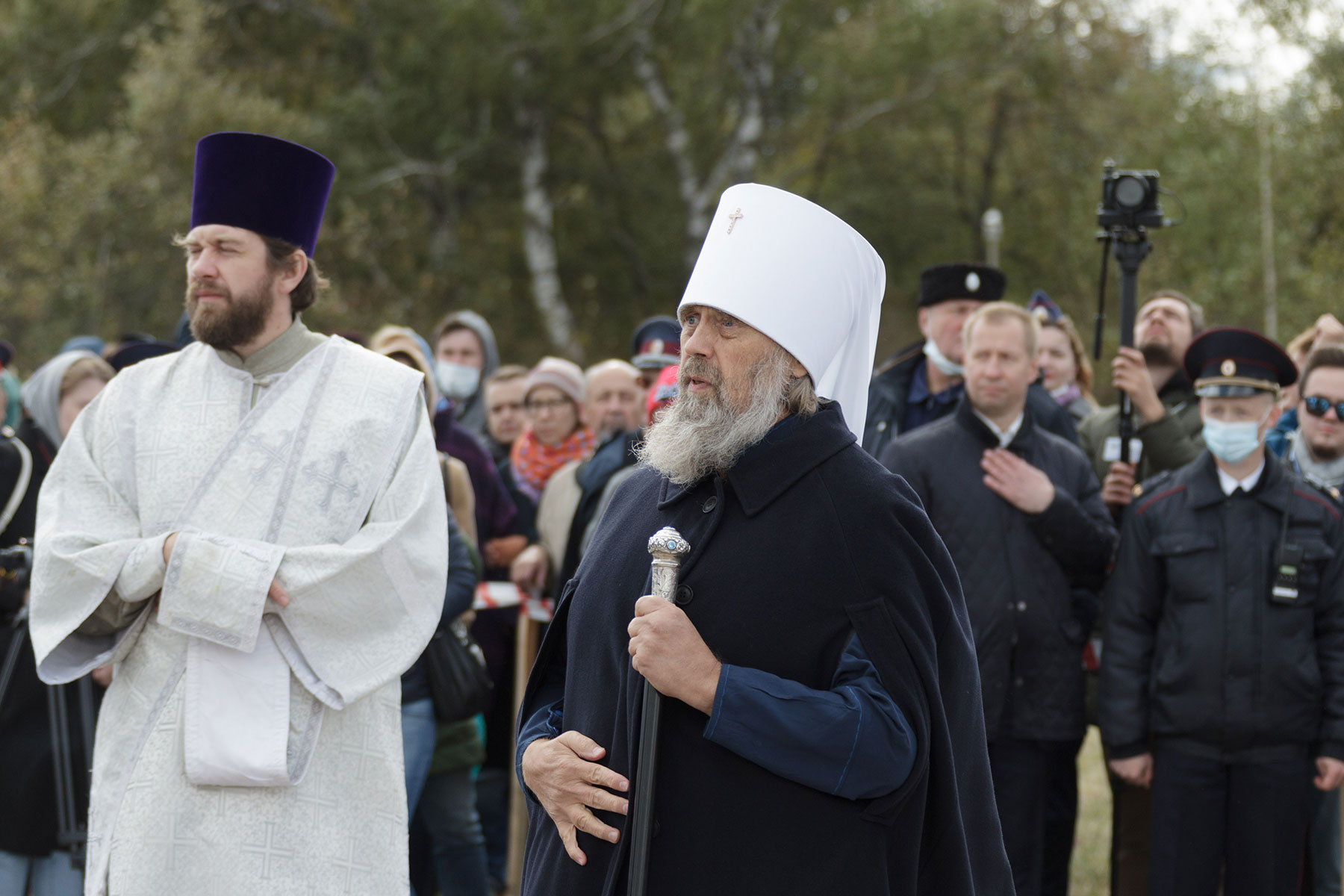
На Куликовом поле в 2020 году
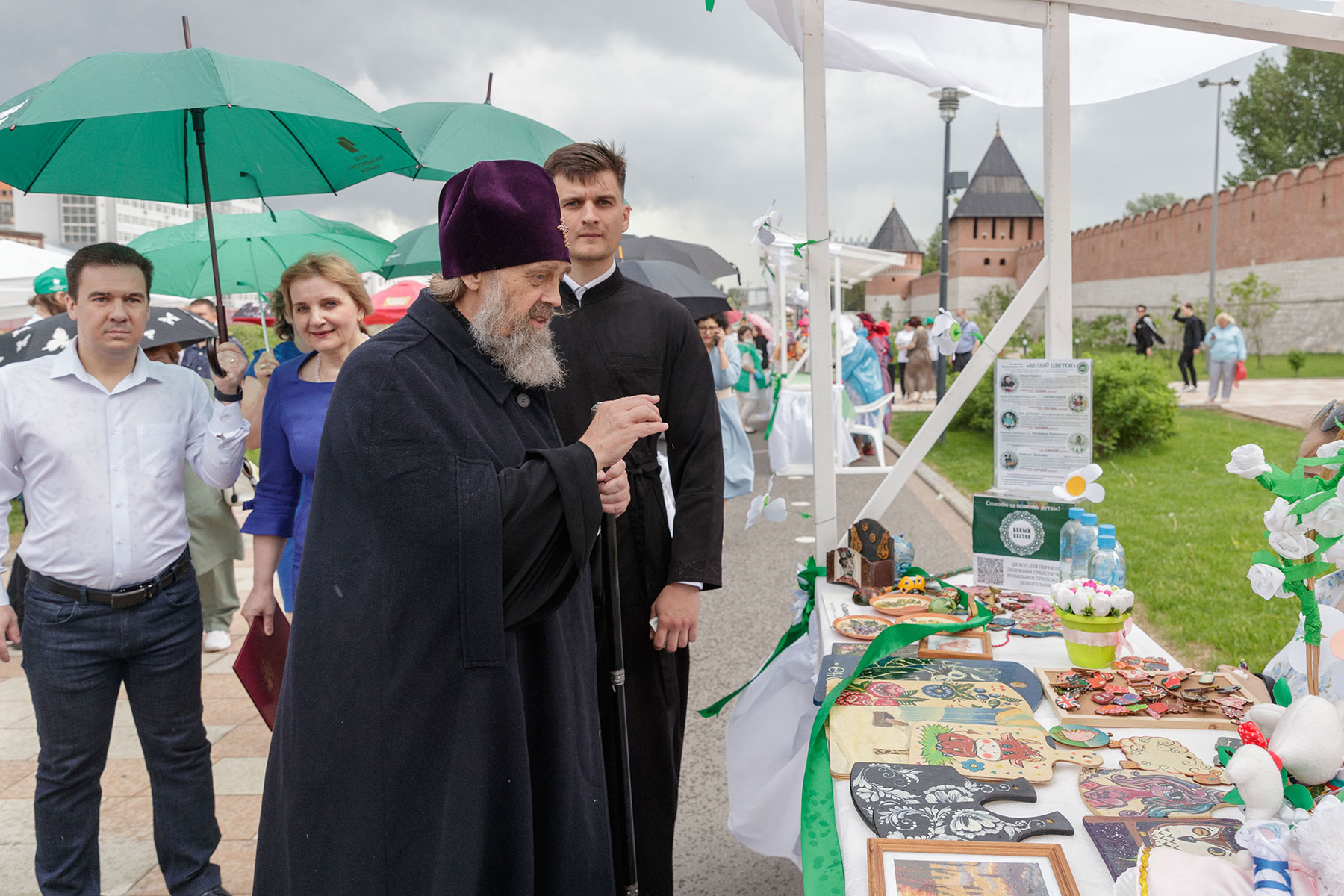
На Казанской набережной в Туле в 2021 году

## Награды
- Орден «За заслуги перед Отечеством» IV степени (24 мая 2023 года) — за большой вклад в сохранение и развитие духовно-нравственных и культурных традиций, многолетнюю плодотворную деятельность[11]
- Орден Почёта (8 марта 2015 года) — за достигнутые трудовые успехи, активную общественную деятельность и многолетнюю добросовестную работу[12]
- Орден святого равноапостольного великого князя Владимира трёх степеней.
- Орден преподобного Сергия Радонежского II и III степени.
- Орден святого благоверного князя Даниила Московского I и II степени[13].
- Орден святителя Иннокентия митрополита Московского и Коломенского II степени.
- Орден апостола Марка I степени (Александрийская православная церковь)
- Орден Гроба Господня I степени (Иерусалимская православная церковь)
- Орден святых равноапостольных Кирилла и Мефодия II степени (Чехословацкая Православная Церковь).
- Орден преподобного Серафима Саровского II степени (2008)[14]
- Орден Парасат (2002 год, Казахстан)[15]
- Лауреат Премии духовного согласия Президента Республики Казахстан (1995 год)[16].
- Медаль «Астана» (1998 год, Казахстан)
- Почётная медаль Советского Фонда Мира (1977 год)

## Публикации
- Для дела мира // Журнал Московской Патриархии. — 1979. — № 5. — С. 51—52.
- Завершение реставрации Успенского собора в г. Владимире // Журнал Московской Патриархии. — 1983. — № 3. — С. 20—24.
- Приветствие при вручении Святейшему Патриарху Пимену адреса Троице-Сергиевой Лавры [в связи с 75-летием со дня его рождения] // Журнал Московской Патриархии. — 1985. — № 11. — С. 24.
- Преподобный Сергий как русский идеал святости // Богословские труды. — 1989. — № 29. — С. 182—193.
- О хозяйственной деятельности Московской Патриархии // Журнал Московской Патриархии. — 1990. — № 2. — С. 42—48.